# Dina Duma
Dina Duma (* 1991 in Skopje, Nordmazedonien) ist eine nordmazedonische Drehbuchautorin und Filmregisseurin.

## Leben
Dina Duma wurde 1991 in der nordmazedonischen Hauptstadt Skopje geboren. Sie schloss ihr Regiestudium an der Fakultät für Schauspielkunst in Skopje im Fachbereich Film- und Fernsehregie im Jahr 2014 ab.
Nach Kurzfilmen wie In Absentia, Vrakanje und Elena, bei denen sie Regie führte und das Drehbuch schrieb, nahm sie 2016 an Berlinale Talents teil und arbeitete für die Fernsehserien Na terapija und Prespav, bevor sie im August 2021 beim Karlovy Vary International Film Festival ihr Spielfilmdebüt Sestri (international Sisterhood) vorstellte. In dem Film, mit dem Duma ein Stimmungsbild der Generation Z zeichnet, kämpfen zwei Mädchen um ihren gemeinsamen Schwarm und genießen wilde Partyexzesse und halsbrecherische Autofahrten. Sestri wurde von Nordmazedonien als Beitrag für die Oscarverleihung 2022 in der Kategorie Bester Internationaler Film eingereicht.

## Filmografie
- 2013: In Absentia (Kurzfilm, auch Drehbuch)
- 2014: Vrakanje (Kurzfilm, auch Drehbuch)
- 2016: Elena (Kurzfilm, auch Drehbuch)
- 2017: Without Love (Kurzfilm)
- 2017: Na terapija (Fernsehserie, 4 Folgen)
- 2017: They Come from the Center of the World (Kurzfilm)
- 2018–2020: Prespav (Fernsehserie, 3 Folgen)
- 2021: Sestri (auch Drehbuch)

## Auszeichnungen
Internationales Filmfestival Karlovy Vary
- 2021: Nominierung für den East of West Award (Sestri)[5]

Reykjavik International Film Festival
- 2021: Nominierung für den Golden Puffin – New Visions (Sestri)[6]